# Lisztóczki Péter
Lisztóczki Péter (Eger, 1970. március 21. –) magyar színész.

## Életpályája
1970-ben született. Táncosként indult pályája. 

„…Ezerkilencszáznyolcvankilencben volt egy nyári játékom, az Ördögölő Józsiás, amiben „táncoskodtam”. Akkor szerettem meg a jó hangulatot, a színházasdit. Így mikor olvastam a színház hirdetését a stúdió indításáról, azonnal jelentkeztem. Legnagyobb meglepetésemre felvettek.”

   Az egri Kelemen László Színészképző Stúdió növendéke volt.  1991-től az egri Gárdonyi Géza Színház társulatának tagja.
Négy gyermek édesapja, felesége: Mátyus Ágnes. 

## Színházi szerepeiből
- William Shakespeare
  - A velencei kalmár... Gratiano, Antonio és Bassanio barátja
  - Rómeo és Júlia... Péter, Júlia dajkájának szolgája
- Carlo Goldoni: A kávéház... Trappola
- Lev Nyikolajevics Tolsztoj – Kocsák Tibor: Anna Karenina... Professzor
- Johann Wolfgang von Goethe: Faust... Másik mesterlegény; Bálint
- Szophoklész: Oidipusz király... Thébai menekültek kara
- Friedrich Dürrenmatt
  - Fizikusok... Törvényszéki orvos
  - Az öreg hölgy látogatása... Festő
- George Bernard Shaw: Szent Johanna... Egy úr a XX. sz-ból
- Ray Cooney: Páratlan páros... Troughton, felügyelő
- Arthur Kopit: Jaj apu, szegény apu.... ...  Hotelboy
- Frank Wedekind: A tavasz ébredése... Rilow Jancsi
- Mark Twain: Ádám és Éva naplója... Ádám
- Dale Wasserman: La Mancha lovagja... José
- Pamela Gems: Piaf... Pierre; 1. Német; Eddie; Emil
- Paul Claudel: A selyemcipő... Don Luis; A Kapitány; A Zászlós
- Raymond Chandler: Elkéstél, Terry!... Lonnie Morgan, újságíró
- Sándor és Júlia... Petőfi Sándor
- Csíksomlyói Passió... Kikiáltó, Bölcsesség
- Vörösmarty Mihály: Csongor és Tünde... Balga
- Csiky Gergely: Buborékok... Béla, országgyűlési képviselő
- Mikszáth Kálmán: Szent Péter esernyője... Pazár István
- Gárdonyi Géza: Annuska... Prépost, Nagyistván testvéröccse
- Móricz Zsigmond
  - Légy jó mindhalálig... Nyilas Mihály; Felnőtt Nyilas Misi (filmen)
  - Rokonok... Alispán
- Márai Sándor: Kaland... Újságíró
- Németh László: Az áruló... Látogató
- Örkény István
  - Tóték... Lőrincke
  - Kulcskeresők... Fóris
- Gál Elemér – Beke Sándor: Héthavas gyermekei... Csedő (főharkász)
- Lisa Schlesinger: Csontok (Danny Winston és Rib Ann Magee csontjai)
- Bereményi Géza: Kutyák... Kálmán
- Szörényi Levente – Bródy János: István a király... Regős
- Siegfried Geyer – Robert Katscher: Gyertyafény keringő... Péter
- Békeffi István – Lajtai Lajos: A régi nyár... Miklós, a báró fia
- Kacsóh Pongrác: János vitéz... Strázsamester; Gazda
- Ábrahám Pál
  - 3:1 a szerelem javára... Dodi
  - Bál a Savoyban... Maurice
- Huszka Jenő: Lili bárónő... Józsi (komornyik)
- Zerkovitz Béla: Csókos asszony... Ibolya Ede
- Eisemann Mihály – Somogyi Gyula – Zágon István: Fekete Péter... Szállodai titkár
- Farkas Ferenc: Csínom Palkó... Ludas, szegénylegény
- Fényes Szabolcs – Békeffi István: Rigó Jancsi... Főpincér
- James Rado – Gerome Ragni – Galt McDermot: Hair... Walter
- Lionel Bart: Oliver... Könyvárus
- Kertész Lilly – Fábri Péter: A látogatók... Gyuri; Feri
- Nagy Tibor – Pozsgai Zsolt – Bradányi Iván: A kölyök... Rendőr
- Horváth Péter – Presser Gábor – Sztevanovity Dusán: A padlás... Meglökő; Robinson (a gép)
- Dés László – Nemes István – Böhm György – Horváth Péter – Korcsmáros György: Valahol Európában... Tróger
- Fábri Péter – Kertész Lilly: Látogatók... Gyuri, Feri
- Vajda Katalin – Fábri Péter: Legyetek jók, ha tudtok... Parancsnok
- Tim Rice – Andrew Lloyd Webber: József és a színes szélesvásznú álomkabát... Simeon
- Maurice Maeterlinck: A kék madár... Tűz
- Erich Kästner: Emil és a detektívek... Professzor
- Hans Christian Andersen – Jevgenyij Lvovics Svarc: Hókirálynő... Holló
- Grimm fivérek
  - Holle anyó... Idecupp
  - Rigócsőr királyfi... Pedanton, a komornyik
  - Széttáncolt cipellők... Möszijő Plié
- Jékely Zoltán – Kocsár Miklós: Mátyás király juhásza... Furtagyi, tudós
- Fésűs Éva: A Palacsintás király... Lapocka
- Szőke Andrea – Kalló Zsolt: Égimese... Égimeszelő, az álomszínező
- Szőke Andrea: Mese a fiókból... Cirkli körmester
- Hans Christian Andersen – Szőke Andrea: A hókirálynő... Tilberde, a rénszarvas

## Önálló est
- Egypercek – Örkény István-est

## Filmek, tv
- Szinglik éjszakája (2010)